# 이상적인 남편 (영화)
《이상적인 남편》(영어: An Ideal Husband)은 영국에서 제작된 올리버 파커 감독의 1999년 로맨틱 코미디 영화이다. 케이트 블란쳇 등이 출연하였고, 브루스 데이비 등이 제작에 참여하였다.

## 출연진
- 케이트 블란쳇
- 미니 드라이버
- 루퍼트 에버릿
- 줄리앤 무어
- 제러미 노섬
- 존 우드
- 린지 덩컨
- 사이먼 러셀 빌
- 더그 브래들리
- 예룬 크라베

## 기타 제작진
- 공동 제작: 니키 켄티시 반스
- 배역: 설레스티아 폭스
- 미술: 마이클 하우얼스
- 의상: 캐럴라인 해리스
- 분장 부문: 폴 구치, 피터 킹
- 제작 관리: 월도 로그
- 조감독: 리처드 휴잇, 마셜 레비튼